# 塞纳亚克洛泽斯
塞纳亚克洛泽斯（法語：Sénaillac-Lauzès，法語發音：[senajak lozɛs]）是法国洛特省的一个市镇，属于古尔东区。

## 地理
塞纳亚克洛泽斯（44°36'8"N, 1°39'3"E）面积25.78 平方千米，位于法国奧克西塔尼大區洛特省，该省份为法国西南部内陆省份，北起顺时针与科雷兹省、康塔爾省、阿韦龙省、塔恩-加龙省、洛特-加龍省和多尔多涅省接壤。
与塞纳亚克洛泽斯接壤的市镇（或旧市镇、城区）包括：布拉尔、卡尼亚克迪科斯、朗蒂亚克迪科斯、奥尔尼亚克、凯尔西地区基萨克、萨巴代勒洛泽斯、莱佩什迪韦尔斯。

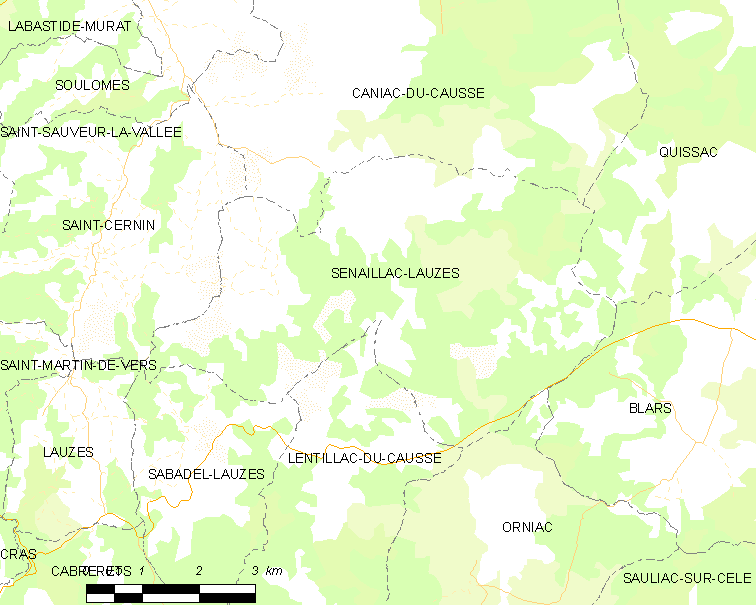
塞纳亚克洛泽斯的OSM定位图

塞纳亚克洛泽斯的时区为UTC+01:00、UTC+02:00（夏令时）。

## 行政
塞纳亚克洛泽斯的邮政编码为46360，INSEE市镇编码为46303。

## 政治
塞纳亚克洛泽斯所属的省级选区为科斯与谷地县。

## 人口

1962-2008年间塞纳亚克洛泽斯人口变化图示

塞纳亚克洛泽斯于2022年1月1日时的人口数量为145人。